# 桓武海山
桓武海山（かんむかいざん）は、北太平洋の天皇海山群の最西部に位置する海山。約4,000万年前に形成されたとされ、天皇海山群では最も新しい海山だと考えられている。その頂上は海面下約292メートルである。